# Sector 3 (Bucarest)
El Sector 3 (Sectorul 3, en rumano) es uno de los seis sectores que componen la ciudad rumana de Bucarest. Se trata, según el censo de 2002, 2005 y 2007, del sector con mayor cantidad de población. Aunque casi toda la población es rumana, existen pequeños porcentajes de población gitana, húngara y turca. El 53,6% de la ciudad son mujeres, y el 46,4% hombres.
El Sector 3 está formado por los siguientes distritos: Vitan, Dudeşti, Titán, Centrul Civic, Dristor, Lipscani, Muncii y Unirii. 
El alcalde de esta división administrativa es Liviu Gheorghe Negoiţă, del Partido Demócrata. El ayuntamiento del sector está compuesto por 27 escaños, divididos de la siguiente manera:
- Partido Demócrata: 13 escaños
- Partido Nacional Liberal: 7 escaños
- Partido Socialdemócrata: 4 escaños
- Partido de la Gran Rumanía: 1 escaño
- Partidul Iniţiativa Naţională: 1 escaño
- Partido Independiente: 1 escaño

- Datos: Q2455368
- Multimedia: Sector 3 (Bucharest) / Q2455368